# Wiesenttal
Wiesenttal är en köping (Markt) i Landkreis Forchheim i Regierungsbezirk Oberfranken i förbundslandet Bayern i Tyskland.
Köpingen bildades 1 januari 1972 genom en sammanslagning av köpingen Muggendorf och kommunerna Albertshof, Engelhardsberg, Oberfellendorf och Streitberg.